# سيرجي بودروف
سيرجي فلاديميروفيتش بودروف (بالروسية: Серге́й Влади́мирович Бодро́в) (مواليد 28 يونيو 1948) هو مخرج وكاتب سيناريو ومنتج روسي. ترأس لجنة التحكيم في مهرجان موسكو السينمائي الدولي بنسخته 25 سنة 2003.

## حياته ومسيرته الفنية
وُلد بودروف في مدينة خاباروفسك التابعة لجمهورية روسيا الاتحادية الاشتراكية السوفيتية آنذاك. لاحقًا هاجر إلى الولايات المتحدة عقب انهيار الاتحاد السوفيتي. ولد لأب من أصول روسية وأم من أصول تتارية. كما أن جدته من أبيه من البورياتيون، مما صعب عليه اتخاذ قرار اخراج فيلم المغول.
```
تعرض ابنه الممثل 
سيرجي بودروف جونيور
 لحادث أدى لمقتله أثناء تصوير فيلم "الرسول"، في انهيار جليدي في شمال 
جبال القوقاز
 في 20 سبتمبر 2002. 
```

يملك بودروف حاليًا شقة في لوس أنجلوس ومزرعة في أريزونا. وهو متزوج من مستشارة الأفلام الأمريكية كارولين كافالارو.

## أعماله
- الحرية هي الجنة (1989)
- Katala (1989)
- الملك الأبيض، الملكة الحمراء (1992)
- سجين القوقاز (1996)
- Running Free (2000)
- The Quickie (2001)
- قبلة الدب (2002)
- شيزا (2004)
- Nomad (2005)
- المغول (2007)[7]
- ابنة الياكوزا لا تبكي أبدًا (2010)
- الابن السابع (2014)
- Breathe Easy (2022)